# Villorsonnens
Villorsonnens es una comuna suiza del cantón de Friburgo, situada en el distrito de Glâne. Limita al norte con las comunas de La Folliaz y Chénens, al este con Autigny y Le Glèbe, al sureste con Sorens, al sur con Le Châtellard, y al oeste con Massonnens y Villaz-Saint-Pierre.
La comuna actual es el resultado de la fusión el 1 de enero de 2001 de las comunas de Chavannes-sous-Orsonnens, Orsonnens, Villargiroud y Villarsiviriaux.

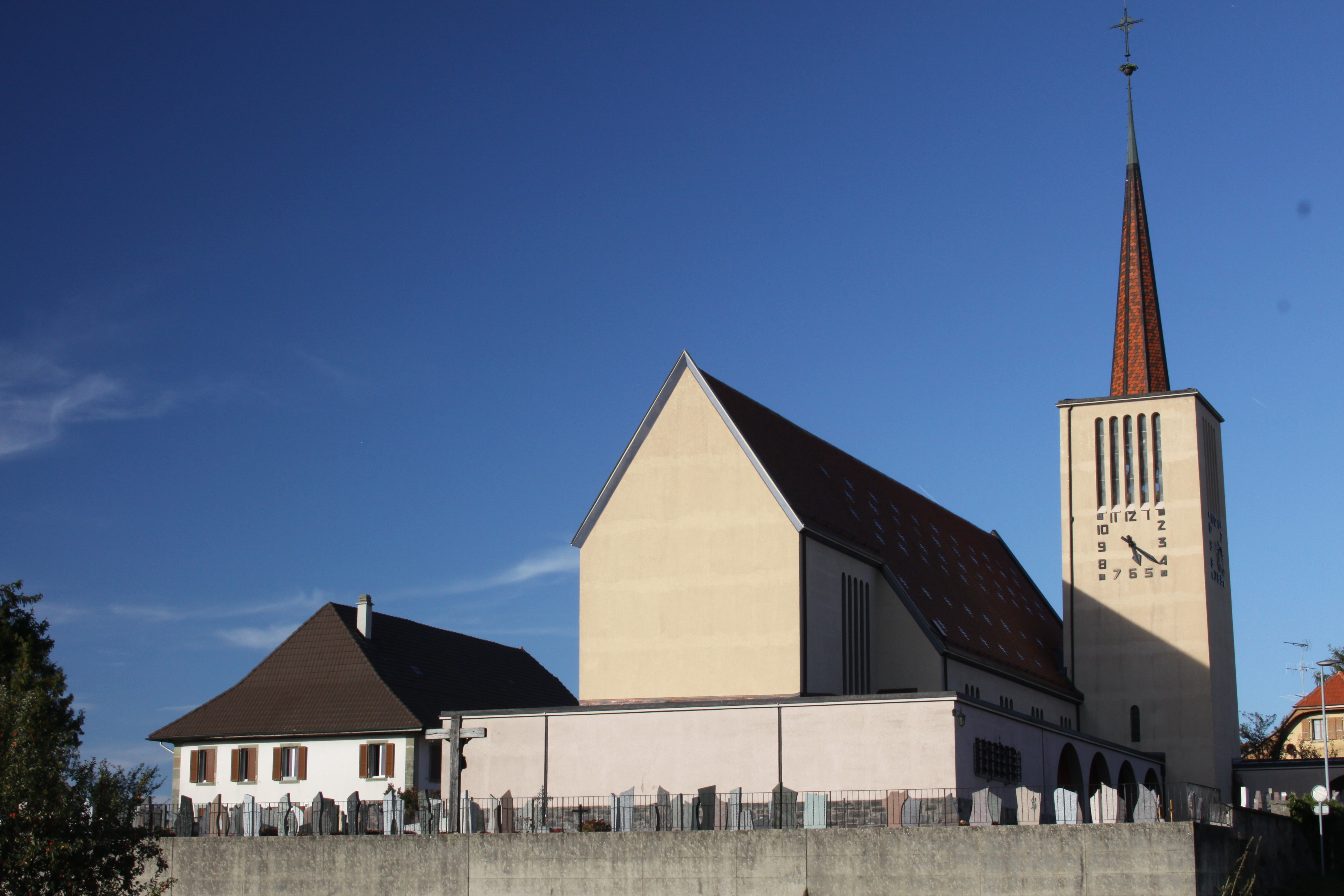
Iglesia de San Pedro, Villorsonnens.

## Enlaces externos

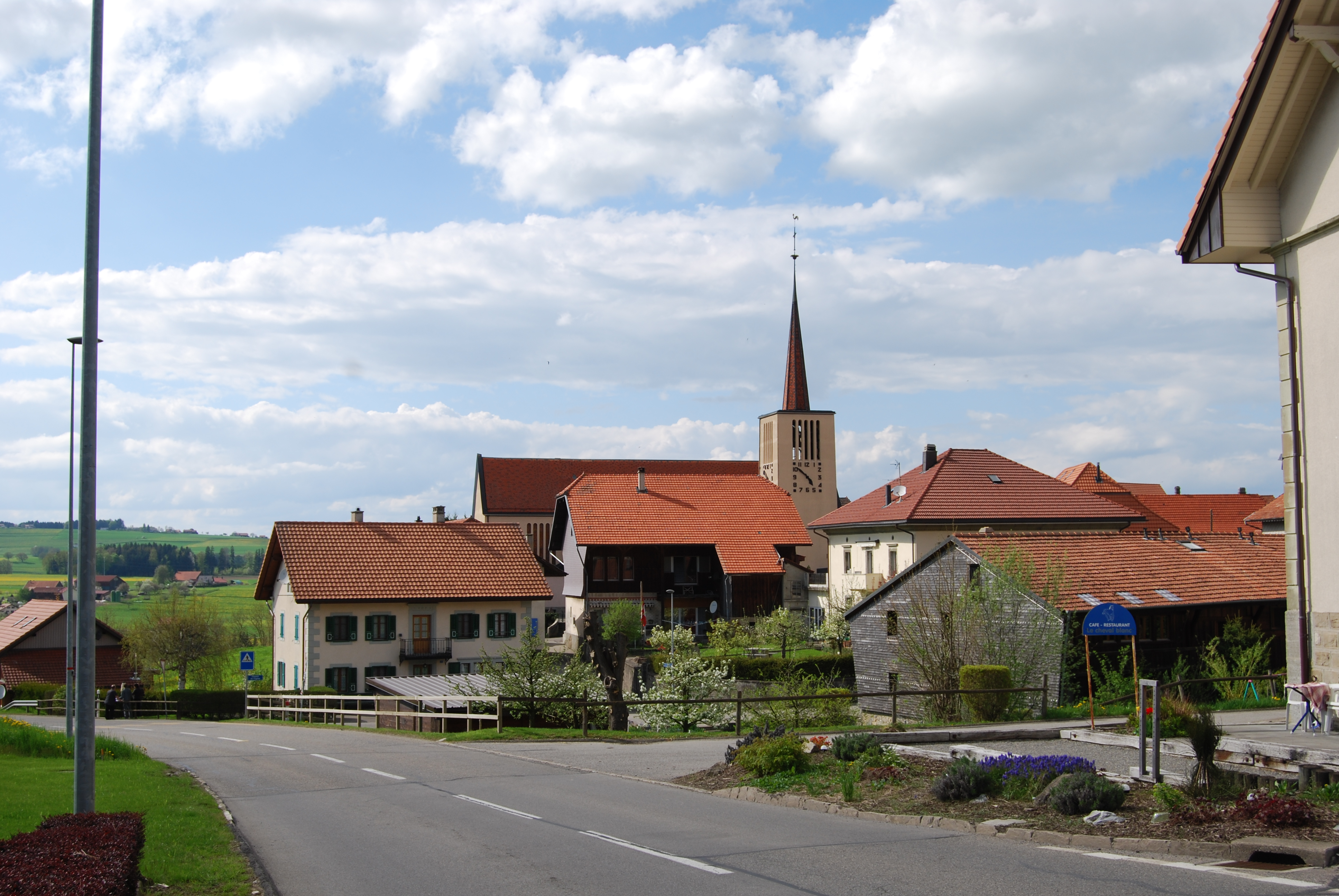
Orsonnens